# Vườn quốc gia Schiermonnikoog
Vườn quốc gia Schiermonnikoog là một vườn quốc gia ở tỉnh Friesland, Hà Lan. Nó được thành lập vào năm 1989 và có diện tích khoảng 72 km 2 (28 sq mi), phần lớn bao gồm các hòn đảo Schiermonnikoog.

## Động thực vật
Hòn đảo này có một hệ động thực vật rất phong phú. Tại các cồn cát là sự xuất hiện của táo gai thường, Hắc mai biển, Kim ngân hoa, đất mặn bờ biển thì có Oải hương biển, Ngải giun, Cúc biển, các loài cỏ. Trên các khu vực bãi đã có thể dễ dàng thấy địa y và nấm, cũng như nhiều loài côn trùng. Trên đầm lầy và các bãi triều là rất nhiều các loài chim, chẳng hạn như Choắt nâu, Ngỗng đeo kính, Cò thìa Á Âu, Ưng phương Bắc, Chi Mò sò, Dẽ lưng nâu, Curlew Á Âu và Mòng biển Herring châu Âu. Trong quá khứ, thỏ là loài động vật rất phổ biến, nhưng vì dịch bệnh xuất huyết (RHD), và hiện nay chúng rất hiếm tại đây. Trong môi trường biển, Hải cẩu xám, Hải cẩu cảng, Cỏ biển và nhiều loài rong biển.